# 일하는 세포 BLACK
《일하는 세포 BLACK》(일본어: はたらく細胞ＢＬＡＣＫ, Cells at Work! Code Black)은 시미즈 아카네(清水 茜)의 일하는 세포의 일본 만화 시리즈 스핀오프이다. 하라다 시게미츠가 글을 쓰고 하츠요시야 잇세이가 그림을 그린 만화이다. 2018년 6월부터 2021년 1월까지 고단샤의 청년 만화 잡지 모닝에 연재되었으며, 북미에서는 고단샤 USA로부터 라이센스를 받았다. 라이덴 필름이 제작한 애니메이션 TV 시리즈는 2021년 1월 10일부터 3월 21일까지 방영되었다.

## 줄거리
흡연, 발기부전, 숙취…. 건강하지 못한 인간의 몸속에서 일하는 세포들에게 휴식이란 없다! 부당한 클레임, 실종되는 동료, 무슨 보람이 있는지도 모를 임무…. 하지만 일하는 것 이외에 선택의 여지란 없다! 이 작품은 세포가 일하는 열악한 환경(건강하지 못하고 건강에 좋지 않은 성인 남성의 체내)을 블랙 기업에 비유해 흡연, 음주, 발기부전, 원형 탈모증, 무좀, 임질, 위궤양, 협심증, 통풍, 심근경색 등을 꼽고 있다. 본편에서는 드물게 등장하는 약제나 항생제(세포들 입장에서 보면 로봇 무기)가 대응책으로 자주 투여된다. 또 이른바 바깥사람(세포들의 직장이 되는 체내 인간)의 상황에 대해서도 어느 정도 언급되고 있다.

## 개요
《일하는 세포》나 다른 스핀오프 작품들이 코믹한 요소를 유쾌하게 표현한 반면, 《일하는 세포 BLACK》은 디스토피아 세계관을 차용하여, 전편을 통틀어 무겁고 살벌한 분위기, 청년만화 특유의 소재와 묘사가 특징이다. TV 애니메이션 《일하는 세포 BLACK》은 대한민국에서 청소년 관람 불가 등급으로 15세 이상 관람가인 《일하는 세포》비해 표현 수위가 높고, 채도가 낮아 어둡고 우울한 분위기를 연출한다.

## 애니메이션 목소리 출연
- 츠다 켄지로: 해설
- 에노키 쥰야: 적혈구 AA2153
- 히카사 요코: 백혈구 U-1196
- KENN: 적혈구 AC1677
- 나루미 타카시: 주세포
- 쿠보 유리카: 혈소판(리더)
- 오다 카린: 혈소판1
- 하시모토 치나미: 혈소판2
- 아야세 유우: 혈소판3
- 산페이 유키: 적혈구 AD6614
- 무라이 유지: 선배 적혈구1
- 타카하시 신야: 선배 적혈구2, 임질균, 스테로이드
- 시이나 헤키루: 대식 세포(매크로파지)
- Lynn: 백혈구 U-8787
- 우치야마 유미: 백혈구 U-1212
- 요코야마 타카시: 적혈구 BD7599
- 소마 코이치: 적혈구 JJ4141
- 브리드컷 세라 에미: 간세포(네임드)
- 마에다 레나: 간세포
- 히라카와 다이스케: 뇌세포(사령)
- 타나카 아츠코: 백혈구(사령관)
- 이토 시즈카: 백혈구(대장)
- 이토 켄타로: 도움 T세포[1]
- 탄자와 테루유키: 킬러(세포 상해성) T세포(리더)
- 히라바야시 고우: 킬러(세포 상해성) T세포
- 시마부쿠로 미유리: 사구체
- 야시로 타쿠: 적혈구 NC8429

## 방영 목록
| 회차 | 제목                     | 원작 챕터 | 방송 일자 (일본) | 방송 일자 (대한민국) |
| ---- | ------------------------ | --------- | ---------------- | -------------------- |
| 1화  | 흡연, 세균, 끝의 시작.   | 1권 1화   | 2021년 1월 10일  | 2021년 2월 21일      |
| 2화  | 간, 알코올, 긍지.        | 1권 2화   | 2021년 1월 17일  | 2021년 2월 21일      |
| 3화  | 흥분, 팽창, 허무.        | 1권 3화   | 2021년 1월 19일  | 2021년 2월 22일      |
| 4화  | 최전방, 임균, 갈등.      | 1권 4화   | 2021년 1월 19일  | 2021년 2월 22일      |
| 5화  | 과중 노동, 탈모, 착란.   | 1권 5화   | 2021년 1월 24일  | 2021년 2월 28일      |
| 6화  | 신장, 요로결석, 눈물.    | 3권 13화  | 2021년 1월 31일  | 2021년 2월 28일      |
| 7화  | 카페인, 유혹, 질투.      | 3권 12화  | 2021년 2월 7일   | 2021년 3월 1일       |
| 8화  | 종아리, 폐혈전, 재치.    | 3권 16화  | 2021년 2월 14일  | 2021년 3월 1일       |
| 9화  | 이변, 무좀, 일하는 의미. | 2권 6화   | 2021년 2월 21일  | 2021년 3월 7일       |
| 10화 | 위궤양, 우정, 상실.      | 2권 7화   | 2021년 2월 28일  | 2021년 3월 7일       |
| 11화 | 자포자기, 통풍, 반란.    | 2권 8화   | 2021년 3월 7일   | 2021년 3월 8일       |
| 12화 | 복귀, 심장, 종말.        | 2권 9화   | 2021년 3월 14일  | 2021년 3월 15일      |
| 13화 | 심근경색, 소생, 변화.    | 2권 10화  | 2021년 3월 21일  | 2021년 3월 22일      |